# 470 هـ
470 هـ-->
470 هـ هي سنة في التقويم الهجري امتدت مقابلةً في التقويم الميلادي بين سنتي 1077 و1078.

## أحداث
- معركة باب الأسفار: معركةٌ وقعت في شمال الأحساء بين القرامطة إلى جانبهم أنصارهم والعيونيون.

## مواليد
- عبد القادر الكيلاني
- عبد القادر الجيلاني
- أرسلان الدمشقي

## وفيات
- أبو الفضل البيهقي
- أبو جعفر الهاشمي
- أبو صالح المؤذن
- أحمد الاندرابي
- إبراهيم بن الأجدابى
- ابن أبي صادق
- المؤيد في الدين الشيرازي